# Leontyne Price

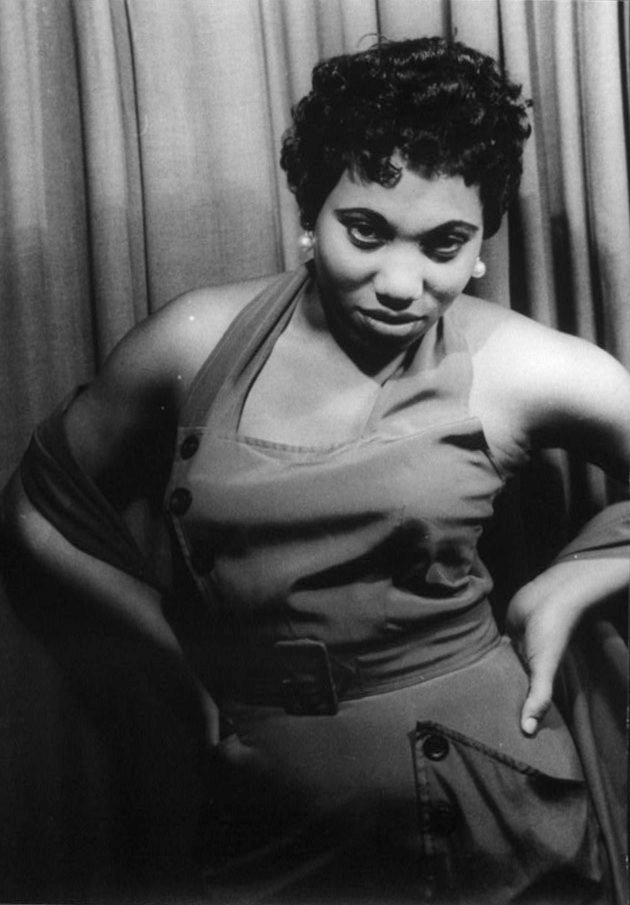
Leontyne Price in „Porgy and Bess“, Foto: Carl Van Vechten, 1953

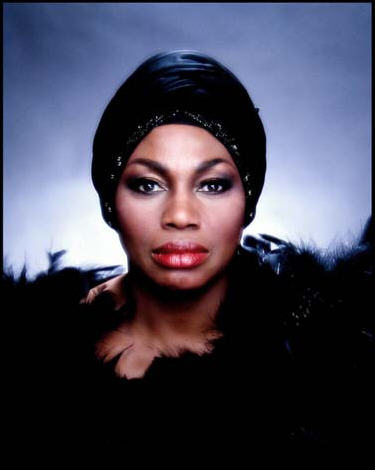
Leontyne Price, 1994

Mary Violet Leontyne Price (* 10. Februar 1927 in Laurel, Mississippi) ist eine US-amerikanische Konzert- und Opernsängerin (Sopran). Sie war die erste „schwarze Diva“ im internationalen Konzert- und Opernbetrieb.

## Leben
Geboren als Tochter eines Zimmermanns und einer Hebamme in den Südstaaten der USA begann die musikalische Ausbildung von Leontyne Price sehr früh. Sie erhielt Klavierunterricht und sang in der St. Paul Methodist Church in Laurel. Später studierte sie Musikpädagogik am College of Educational and Industrial Arts in Wilberforce. Nach dem Abschluss ging sie nach New York und wurde an der berühmten Juilliard School of Music in New York angenommen, wo sie bei Florence Ward Kimball Gesang studierte. Ihre erste Opernrolle war die Mistress Ford in Verdis Falstaff in einer Hochschulproduktion.
Später folgte ein Engagement in einer Broadway-Produktion von Porgy and Bess, mit der sie ab 1952 durch die ganze Welt tourte. Ihr Partner William Warfield (1920–2002), der den Porgy sang, wurde auch kurzzeitig ihr Ehemann. Sie trennten sich bereits 1967 wieder, die Ehe wurde aber erst 1973 geschieden.
In den 1950er Jahren hatte Leontyne Price eine Reihe von Auftritten auf Opern- und Konzertbühnen und im Fernsehen in den USA. Ihr internationaler Durchbruch gelang in Europa: 1958 debütierte sie unter Herbert von Karajan in der Titelrolle der Aida an der Wiener Staatsoper, ein Jahr später am Covent Garden London. Mit Herbert von Karajan blieb sie in langjähriger Zusammenarbeit verbunden: Bei den Salzburger Festspielen war Leontyne Price unter seiner Leitung als Donna Anna in Don Giovanni (1960/61) und als Leonora in Verdis Il trovatore (1962/63) zu erleben, die Leonora sang Price auch bei den Osterfestspielen Salzburg (1977). In dieser Rolle – und wiederum unter Karajans Leitung – verabschiedete sie sich auch von der Wiener Staatsoper (1977).
Leontyne Price sang als erste Schwarze am 21. Mai 1960 an der Mailänder Scala eine Hauptrolle (Aida).
1961 feierte sie an der New Yorker Metropolitan Opera mit ihrem Debüt als Leonore in Verdis Il trovatore einen großen Erfolg und erhielt 42 Minuten Stehapplaus. Von da an zählte sie über 20 Jahre lang zu den wichtigsten Sängerinnen des Hauses. Am bekanntesten wurde ihre Interpretation der Aida, mit der sie 1985 auch ihren Abschied von der Bühne feierte.
Das Repertoire der Price umfasste außer den großen Mozart- und Verdi-Rollen auch zahlreiche Konzertpartien. Neben vielen anderen Auszeichnungen erhielt sie 15 Grammy Awards für ihre Schallplatteneinspielungen.
Nach den Terroranschlägen vom 11. September 2001 trat Leontyne Price in der Carnegie Hall bei einem Benefizkonzert ein letztes Mal auf. Sie lebt im New Yorker Greenwich Village. 1962 wurde sie in die American Academy of Arts and Sciences gewählt. 2012 wurde sie Ehrenmitglied der American Academy of Arts and Letters.